# Mercenaire wallon

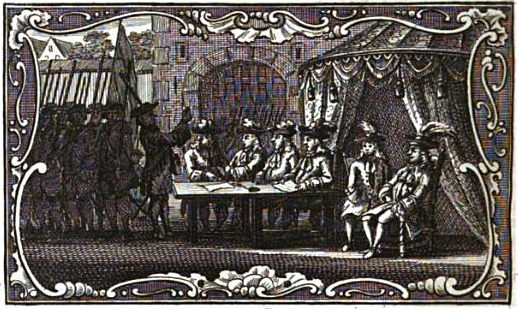
Le 9 mai 1600, les soldats wallons jurent fidélité aux Etats-Généraux et à Maurice de Nassau, devant les portes du Fort Saint-André.

Les mercenaires wallons sont des soldats remarqués pour avoir vendu leur service dans des armées étrangères européennes, depuis la fin du Moyen Âge jusqu'au siècle des Lumières.

## Origine

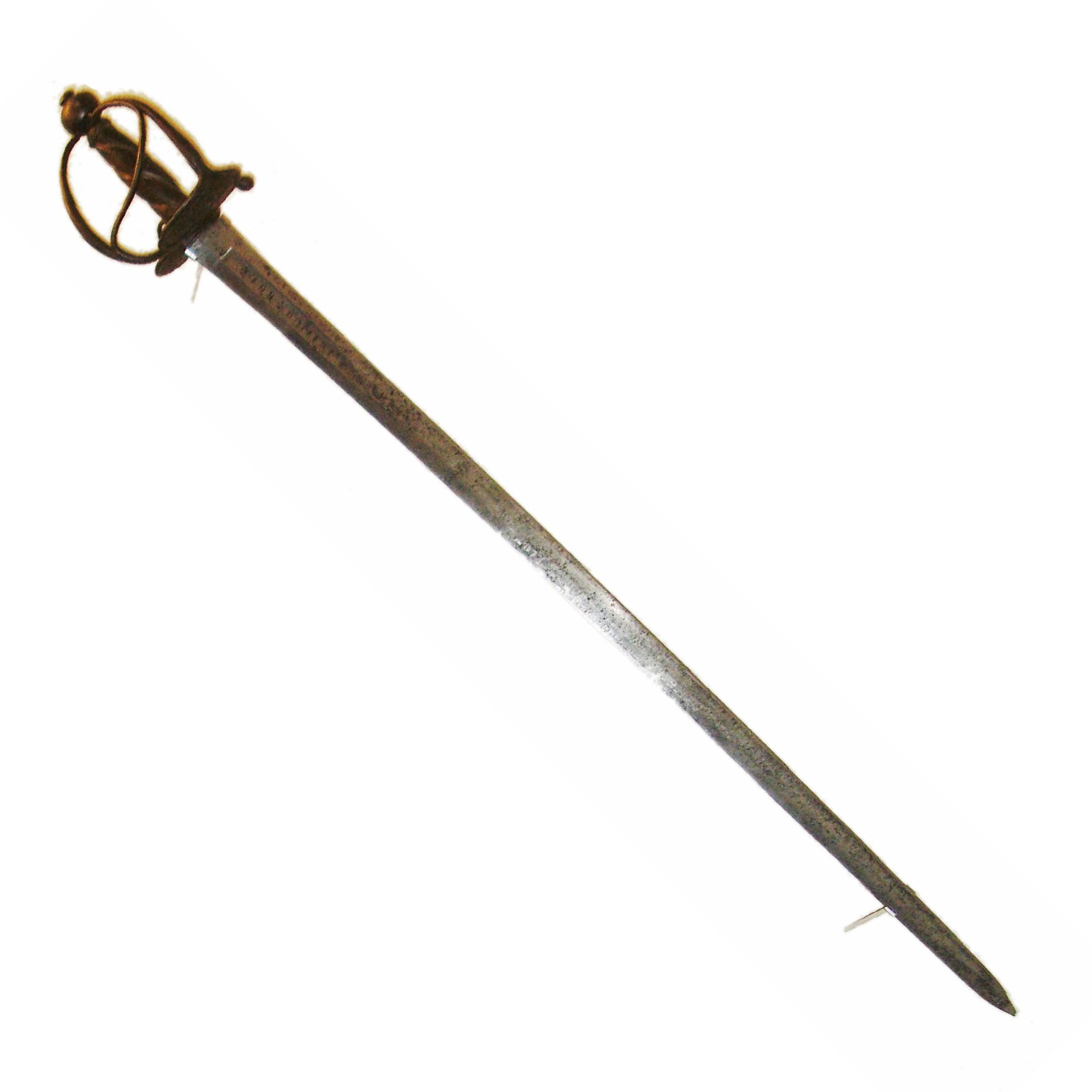
L'Épée wallonne est une épée à lame droite et large à deux tranchants, ancêtre du sabre de cavalerie, qui était populaire dans les Pays-Bas et qui fut utilisée dans plusieurs armées, notamment dans la cavalerie française sous Louis XIII et Louis XIV.

La tradition militaire est ancienne en terre wallonne. Après leur intégration à l'Empire romain, les Nerviens et les Tongres ont servi dans l'armée romaine. Ces cohortes servaient le long du Rhin et le long du mur d'Hadrien en Grande-Bretagne. Selon Tacite c'étaient des troupes d'élite. La Notitia Dignitatum Occidentis parle d'un numerus Turnacensium, un corps de Tournaisiens préposés à la défense du Litus Saxonicus en Bretagne qui était caserné à Portus Lemanis (Lympne), sur la côte du Kent. 

« Aux XVIe, XVIIe, XVIIIe siècles, les régiments wallons ont contribué, pour une large part, à faire connaître le nom de Wallon à l'étranger »

— Félix Rousseau, La Wallonie, terre romane - Namur, ville mosane
Au XVIIIe siècle, des Wallons servaient à la fois l'Empire espagnol, l'empire d'Autriche, les Provinces-Unies et le royaume de France. 
Au XIXe, on les retrouve au service de l'Espagne, de l'Autriche, de la République française puis du Premier Empire - les territoires de la Wallonie et de la principauté de Liège ayant été annexés à la France et organisés en départements où la conscription était d'application.

## Les Wallons au service des Habsbourg et des Bourbon d'Espagne
« Dans les armées cosmopolites espagnoles du XVIe siècle, les unités étaient constituées d'après leur langue usuelle. L'armée espagnole comptait donc des soldats de quatre « nationalités » différentes : des régiments espagnols (originaires de la péninsule ibérique), des régiments italiens (issus de la péninsule italienne), des régiments wallons (issus de la partie romane des Pays-Bas méridionaux), des régiments allemands (issus de Flandre et des possessions germanophones de la couronne espagnole) »

— Gardes wallonnes

« Après l'infanterie espagnole venait, par ordre d'excellence, l'infanterie wallonne, et l'infanterie wallonne était aussi au roi d'Espagne »

— Victor Hugo, Le Rhin

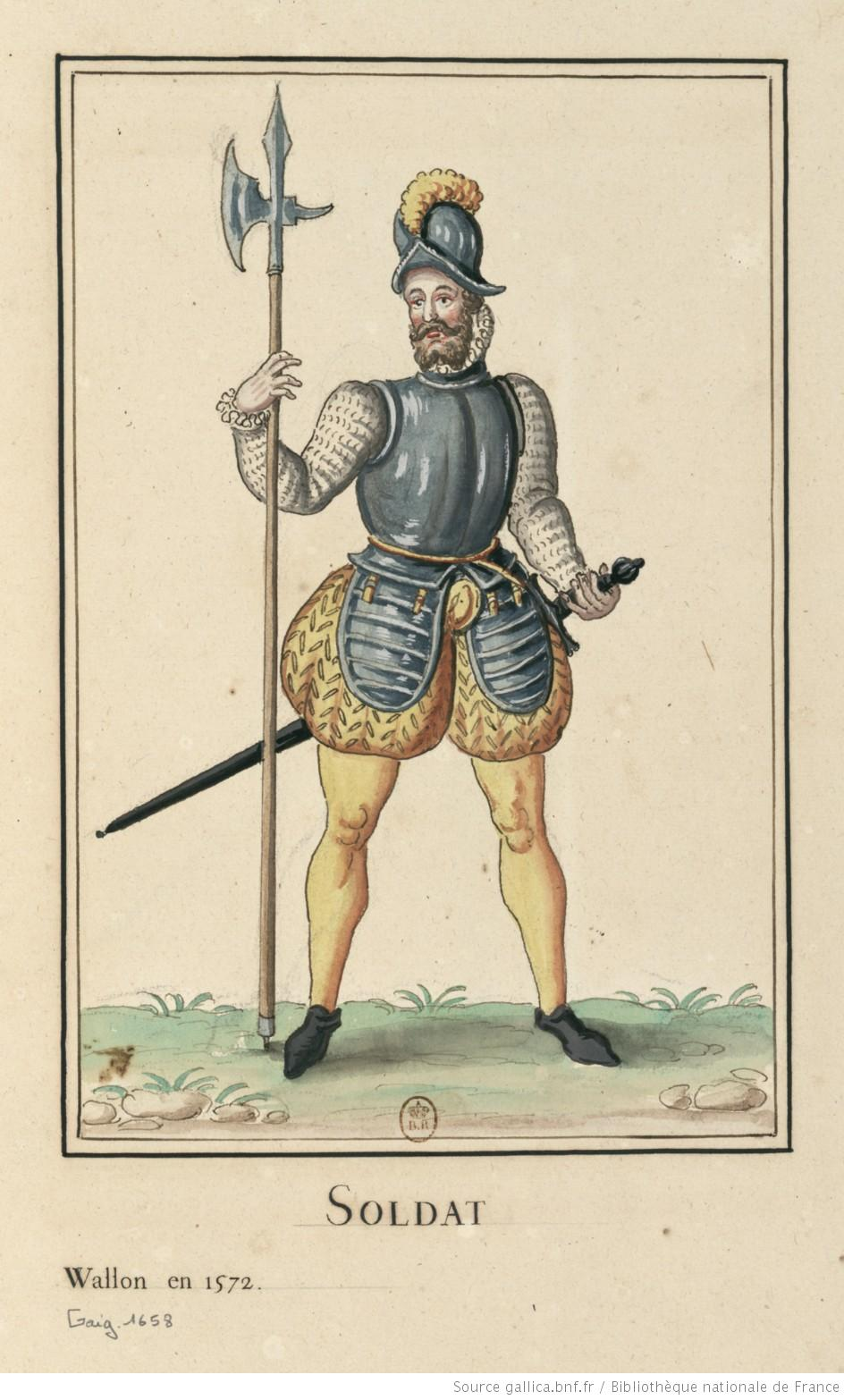
« soldat wallon 1572 »

Au temps des Pays-Bas espagnols, les Wallons se taillèrent une réputation de valeur militaire au sein des tercios ibériques mais aussi de brutalité et d'indiscipline - prenant part notamment au sac de Malines en 1572, à la bataille de Gembloux en 1578, à la Bataille de Noordhorn en 1581 et au siège de Groenlo en 1606 pendant la guerre de Quatre-Vingts Ans. En 1572, des mercenaires wallons au service de l'Espagne pillent la ville de Dokkum et massacrent ses habitants, lors de la furie wallonne. En 1647, Jean-Gaspard Ferdinand de Marchin est nommé lieutenant général de l'armée de Catalogne. Les Gardes wallonnes, unité qui fut levée en 1702 sur le modèle des Gardes françaises et subsistera jusqu'en 1822, constituèrent un régiment d'élite de l'armée espagnole.

### Tercios wallons
Les tercios constituèrent des unités administratives et tactiques de l'infanterie espagnole de 1534 à 1704. Regroupant environ trois mille fantassins, professionnels hautement entraînés et disciplinés, les tercios furent réputés invincibles jusqu'à la bataille de Rocroi. Dans les autres pays, ils furent souvent appelés carrés espagnols. La terminologie militaire française les assimile à des régiments. Les unités wallonnes vont s'organiser en tercio à partir de 1602. 15 compagnies wallonnes participent à la Bataille de Fleurus (1622) au sein du Tercio Verdugo. Dans son ouvrage retraçant l' histoire militaire de la ville de Bergues et du pays environnant (1566-1668), A. Bonvarlet mentionne à plusieurs reprises la présence de soldats wallons dans les rangs espagnols à l'époque de la guerre franco-espagnole. Les titres de noblesse, rangs militaires et ordres des personnages cités attestent de la valeur de ces soldats - les colonels étant par ailleurs les propriétaires de ces régiments qu'ils levaient, entretenaient et soldaient à leurs frais. Cinq tercios wallons sont présents lors de la bataille de Rocroi : Tercio du prince de Ligne, Tercio du baron de Ribeaucourt, Tercio du comte de Meghen, Tercio du comte de Bassigny, Tercio du seigneur de Granges, comportant chacun 500 hommes, ainsi que l'escadron wallon de cavalerie de Alburquerque composé de 2250 hommes. Avant 1714, l'armée espagnole compte quelque 131 régiments d'infanterie dont 36 étrangers. « Parmi ces derniers, il n'y avait pas moins de 27 régiments wallons ». Unités d'élite incorporées dans la garde royale, leur rôle pour l'Espagne était important, à tel point que Gaspar de Guzmán jugea que « la sécurité de l'Espagne dépend entièrement de la présence de ces Vallones ». Bossuet dans son Oraison pour le prince de Condé rendra hommage à cette formation militaire : « L'armée ennemie est plus forte, il est vrai ; elle est composée de ces vieilles bandes wallonnes, italiennes et espagnoles, qu'on n'avait pu rompre jusqu'alors ».
Liste des tercios wallons : 
- Tercio del Conde de Bucquoy (1617-1622)
- Tercio del Conde de Henin (1617-1618)
- Tercio de Verdugo (1617-1631)
- Tercio de Beaufort (1617-1617)
- Tercio de Wyngaarde (1621-1622)
- Terceio del Príncipe de Barbençon (1622-1654)
- Tercio de Mérode (1622-1622)
- Tercio del Señor de Cocqhove (1625-1660)
- Tercio del Conde de Isenghien (1629-1640)
- Tercio del Barón de Wacken (1630-1631)
- Tercio del Barón de Grimbergen (1631-1632)
- Tercio de Conde de Fresin (1631-1642)
- Tercio del Conde de Stassin (1631-1637)
- Tercio de Frederic Micault (1631-1638)
- Tercio del Vizconde de Alphen (1631-1632)
- Tercio del Vizconde de Bruselas (1631-1632)
- Tercio del Conde de Fauquemberghe (1640-1646)
- Tercio del Conde de Baucignies (1640-1658)
- Tercio de Ribeaucourt
- Tercio del Conde de Beaumont (1640-1646)
- Tercio del Señor de Conteville (1642-1681)
- Tercio del Marquès de Trazegnies (1644-1660)
- Tercio del Conde de Roeulx (1646-1649)
- Tercio de Stoppelaar (1646-1654)
- Tercio de Molin (1646-1649)
- Tercio de la Villa de Bruselas (1646-1646)
- Tercio de la Villa de Amberes (1646-1646)
- Tercio des Pais de Alost (1646-1646)
- Tercio de Gante (1646-1646)
- Tercio del Conde de Gammerages (1648-1649)
- Tercio del Conde de Noyelles (1648-1677)

### Gardes wallonnes

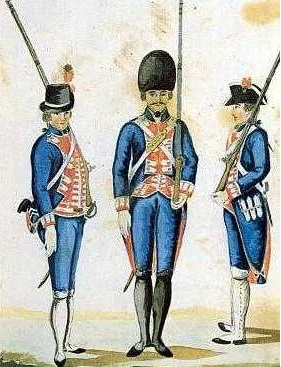
Garde wallonne d'Espagne au XVIIIe siècle.

Les Gardes wallonnes furent un corps d'infanterie, créé en 1537 par Charles Quint, sous le nom de régiment d'infanterie wallonne, recruté principalement dans la partie wallonne des Pays-Bas espagnols. Il s'agissait d'une unité d'élite, chargée notamment de la sécurité intérieure en Espagne, et qui fut finalement incorporée à la Garde royale espagnole. Lors de la Révolte contre Esquilache en 1766, les Gardes wallonnes assurent la défense du Palais royal de Madrid. Les Gardes wallonnes participèrent à la guerre d'indépendance espagnole et se distinguèrent notamment lors de la bataille de Burgos en 1808. Les historiens espagnols commémorent cette bataille, en mémoire de la vaine bravoure des régiments de la Garde et des régiments wallons, commandés par Don Vicente Genaro de Quesada. Formant l'arrière-garde des lignes espagnoles éclatées, ces troupes soutinrent des charges répétées de la cavalerie du général Lasalle sans céder un pouce de terrain, au prix d'un massacre des Français aussi bien que des Espagnols. Des 307 hommes de l'arrière-garde, seulement 74 survécurent, couverts de sang, les uniformes en haillons, les baïonnettes tordues et émoussées. On dit que Bessières rendit lui-même son épée à Quesada et fit panser ses blessures à l'hôpital de campagne français. Le régiment ne fut dissous qu'en 1822, des recrutements s'étant encore opérés au pays de Liège en 1772. Pendant la majeure partie de leur histoire, les Gardes wallonnes accueillirent à leur tête comme officiers une bonne partie de la fine fleur de la noblesse.

## Les Wallons au service des Habsbourg d'Autriche

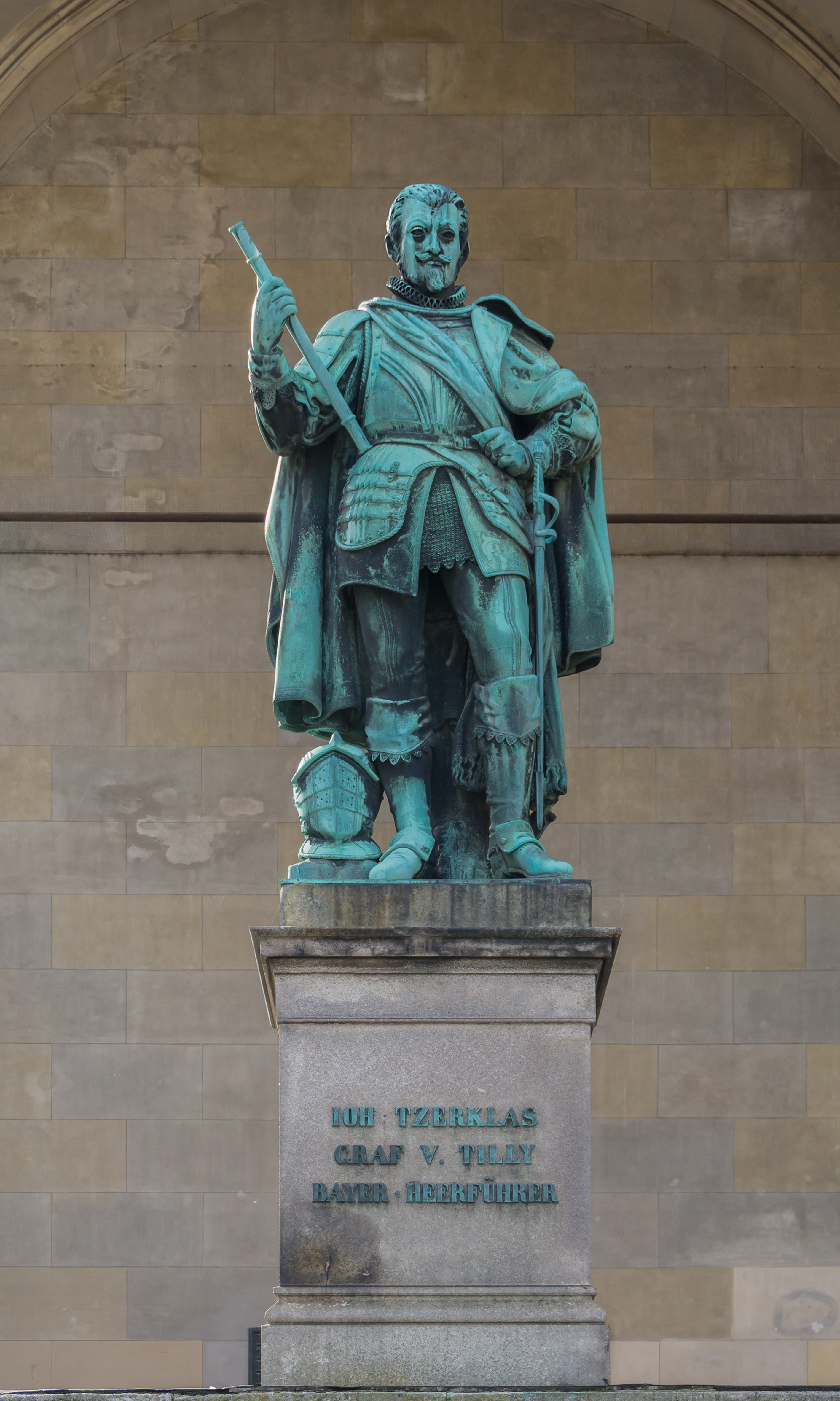
Mémorial de Jean t'Serclaes de Tilly

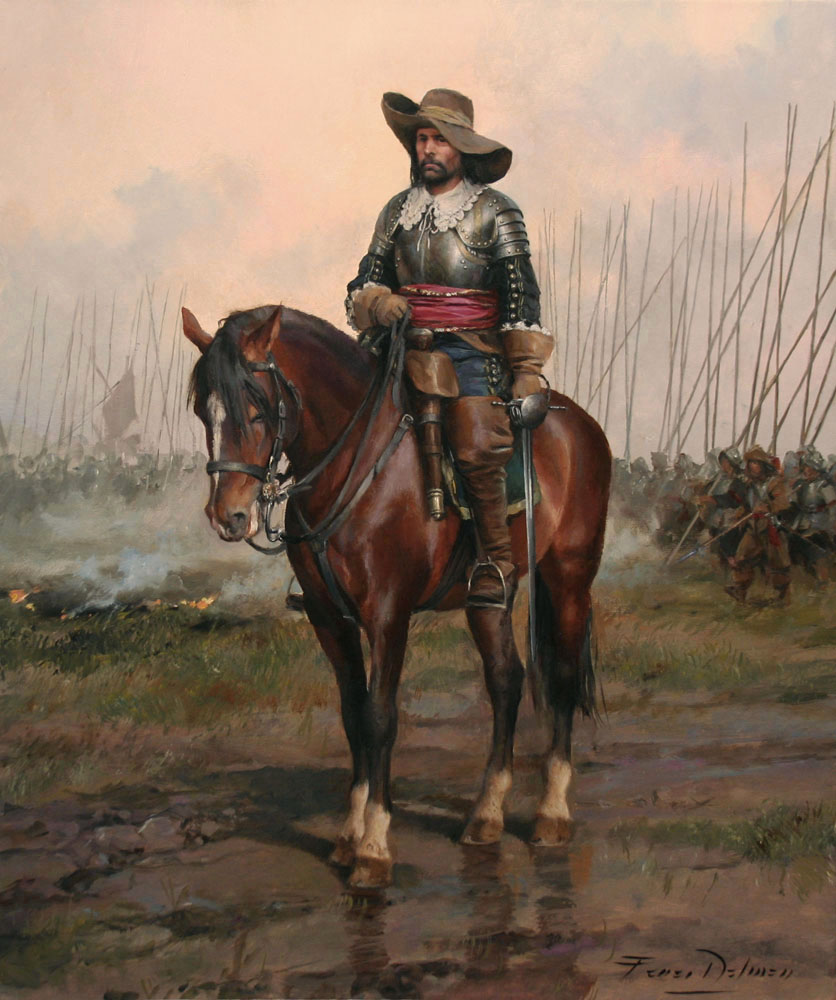
Cavalier wallon au service de l'Empire lors de la guerre de Trente Ans.

Plusieurs régiments wallons se distinguent au service des Impériaux lors de la guerre de Trente Ans, sous les ordres de Jean t'Serclaes de Tilly, commandant en chef des armées de la Ligue catholique et du Saint-Empire romain germanique. Les Wallons portaient souvent une tunique rouge et leurs unités étaient principalement constituées d'arquebusiers à cheval ou de mousquetaires. Le régiment d'infanterie de Beck, les arquebusiers de Mérode et la cavalerie lourde de Bucquoy sont présents lors de la bataille de Rain am Lech. Le régiment Moriamé-Pallant du comte Moriamé-Pallant participe à la bataille de Noordlingen en 1634 et à l'expédition de Pappenheim en Saxe. Par la suite les Dragons de Mérode, sous le commandement du comte Jean de Merode-Waroux, participent à la bataille de Weissenfels en 1632 et de Hessich-Oldendorf en 1633. Jean de Merode-Waroux est tué lors d'une attaque contre un ennemi supérieur en nombre, ce qui provoque une baisse du recrutement wallon. 

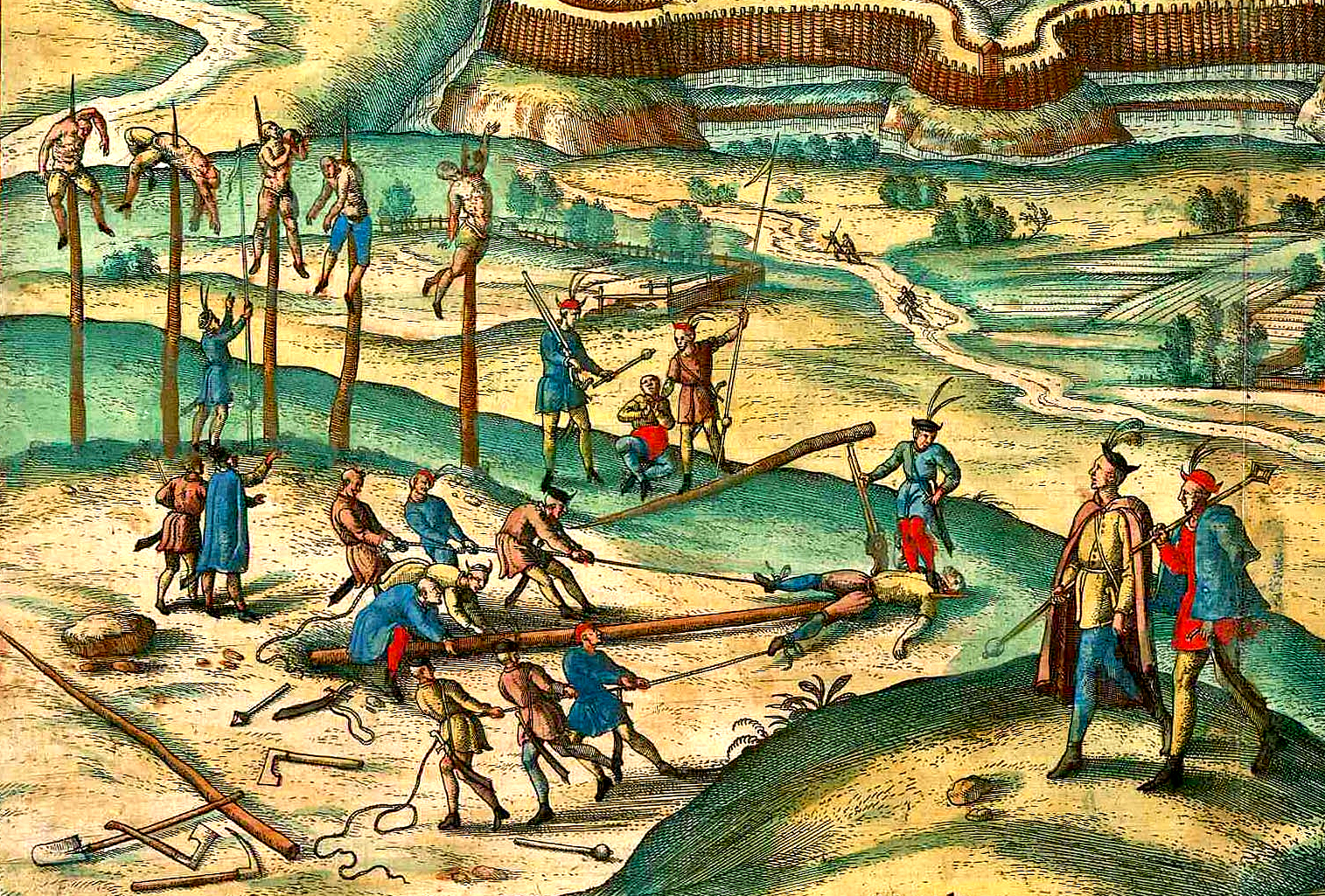
Des mercenaires wallons s'étant mutinés subissent le supplice du pal à Pápa en 1600 pendant la Longue Guerre

En 1701, dans son testament, Charles II d'Espagne désigne le duc Philippe d'Anjou, petit-fils de Louis XIV, comme roi d'Espagne, au détriment de la branche impériale des Habsbourg. Une « Grande Alliance » se forme entre le Saint-Empire, l'Angleterre et les Provinces-Unies pour contrer les visées hégémoniques de la France sur l'Espagne. C'est le début de la guerre de Succession d'Espagne (1701-1714).  Les traités d'Utrecht en 1713 et de Rastatt en 1714 organisent, entre autres, le transfert des Pays-Bas espagnols à la maison de Habsbourg d'Autriche. Des wallons se retrouveront ainsi au service de la Maison d'Autriche tandis que d'autres continueront à celui d'Espagne. Parmi les régiments autrichiens, plusieurs furent réputés, comme le régiment de cavalerie de Ligne et les dragons de Latour. Ces régiments étaient commandés en allemand, mais la langue française y restait usuelle. Leurs traditions ont perduré dans l'armée autrichienne jusqu'en 1918.
Régiment Los Rios
 
Levé en 1725
 
→ 1775: Régiment Clerfayt

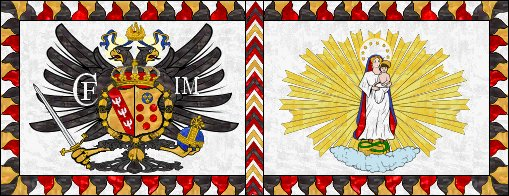
Drapeau du colonel
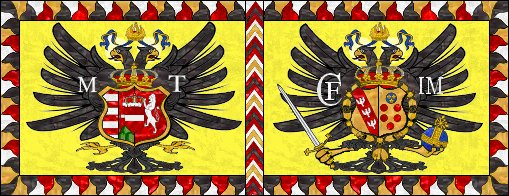
Drapeau du régiment
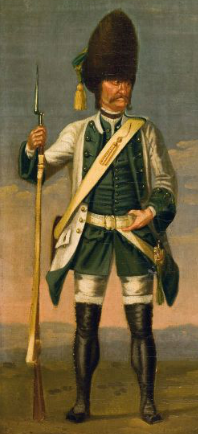
Grenadier du régiment Los Rios
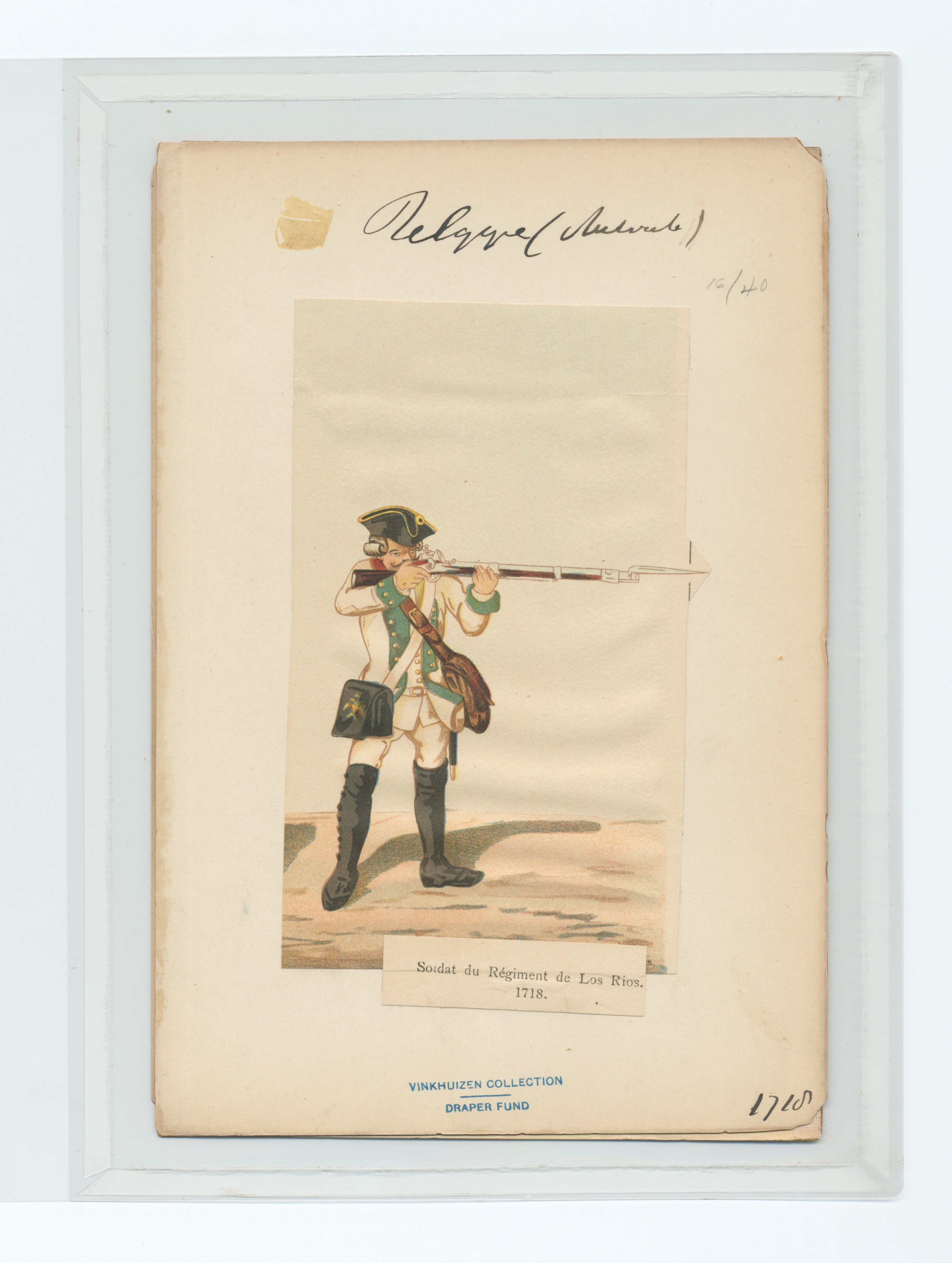
Soldat du régiment Los Rios

Régiment Marquis de Prié-Turinetti
  
→ 1754: Régiment Saxe-Gotha

→ 1771: Régiment Charles de Ligne

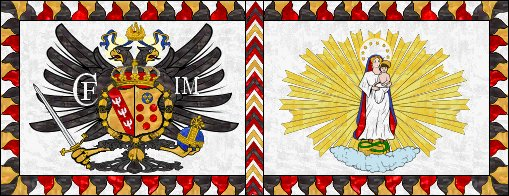
Drapeau du colonel
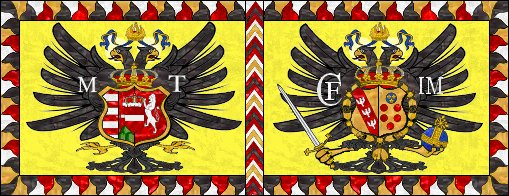
Drapeau du régiment
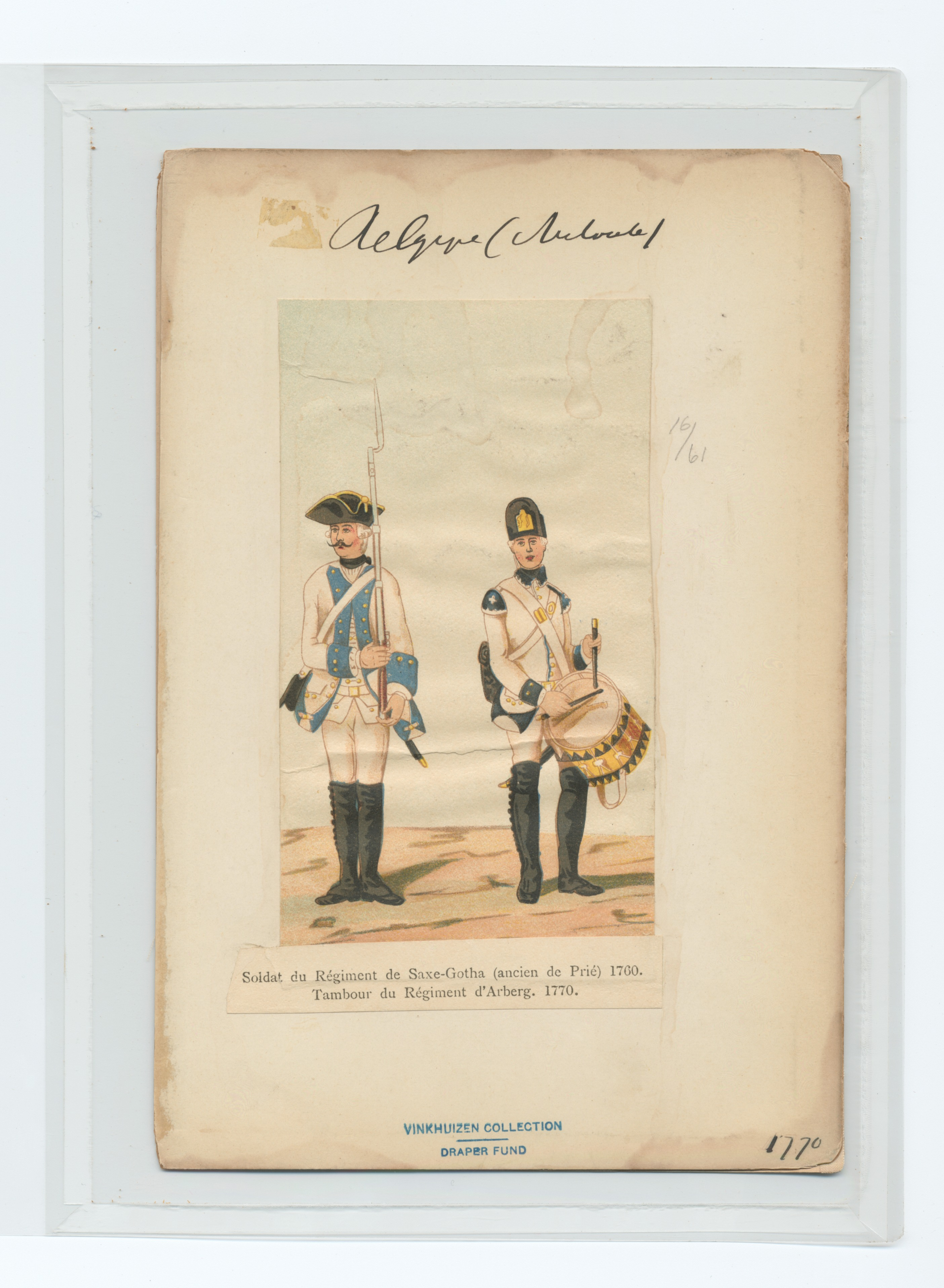
Soldat du régiment Saxe-Gotha en 1760 et tambour du régiment d'Arberg
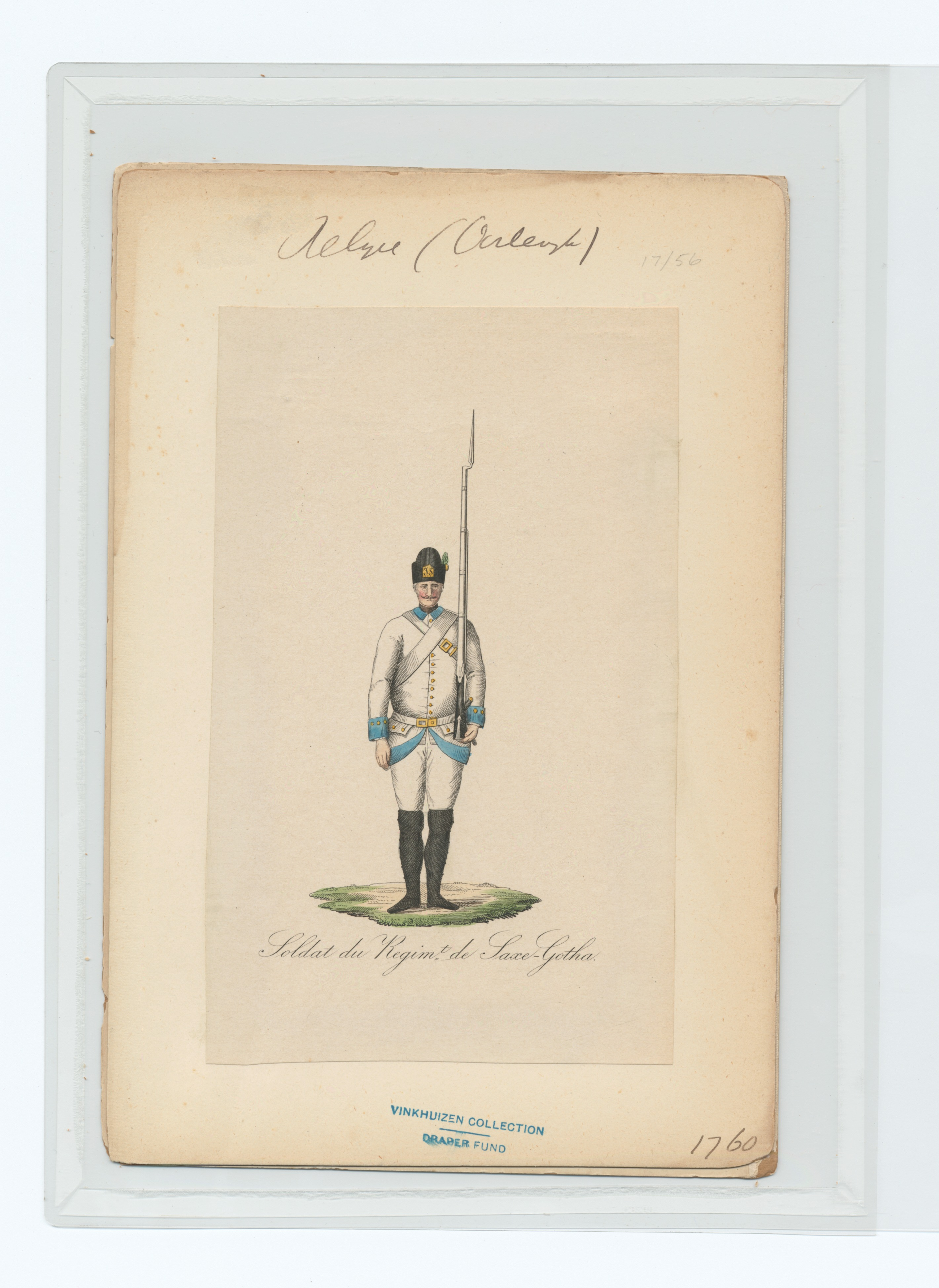
Soldat du régiment Saxe-Gotha en 1791

Régiment wallon de Ligne
 
Levé en 1725

Régiment d'infanterie de Vierset (sl)
 
Ancien régiment de Vierzet, passé au service de l'Autriche en 1762

## Régiments wallons au service desProvinces-Unies

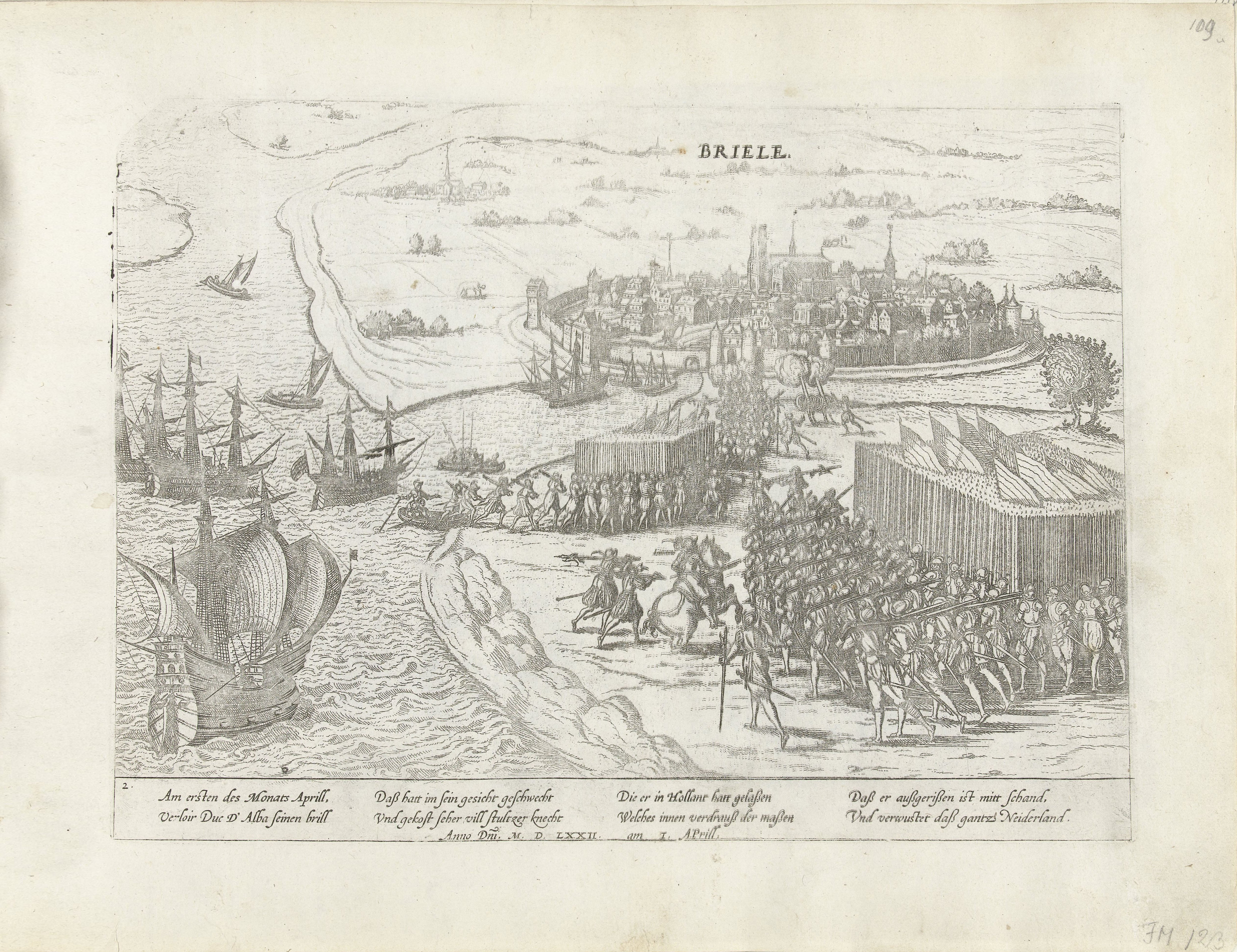
Prise de La Brielle par des unités wallonnes en 1572. Frans Hogenberg

De nombreux wallons ont participé à l'insurrection des Pays-Bas contre la tutelle des Habsbourg. L'armée des Etats-Généraux comptait à l'origine autant de Wallons que de Flamands ou de Hollandais. Les troupes wallonnes au service des Provinces-Unies se sont notamment illustrées lors de la bataille de Jodoigne, la prise de La Brielle, le siège de Mons et lors du siège de Haarlem. En 1568, les Wallons au service de Louis de Nassau jouent un rôle important lors de la bataille de Heiligerlee, en fusillant l'armée espagnole piégée entre deux collines. Les Wallons étaient particulièrement nombreux au sein des Gueux de mer, ce qui est attesté par le surnom néerlandais du drapeau historique des Provinces-Unies : "oranje-blanje-bleu". Le régiment wallon des  Nouveaux Gueux est une ancienne unité d'infanterie des Provinces-Unies, composée de Wallons. Le régiment était formé de deux bataillons, chacun disposant d'une compagnie de grenadiers et de six compagnies de mousquetaires. 

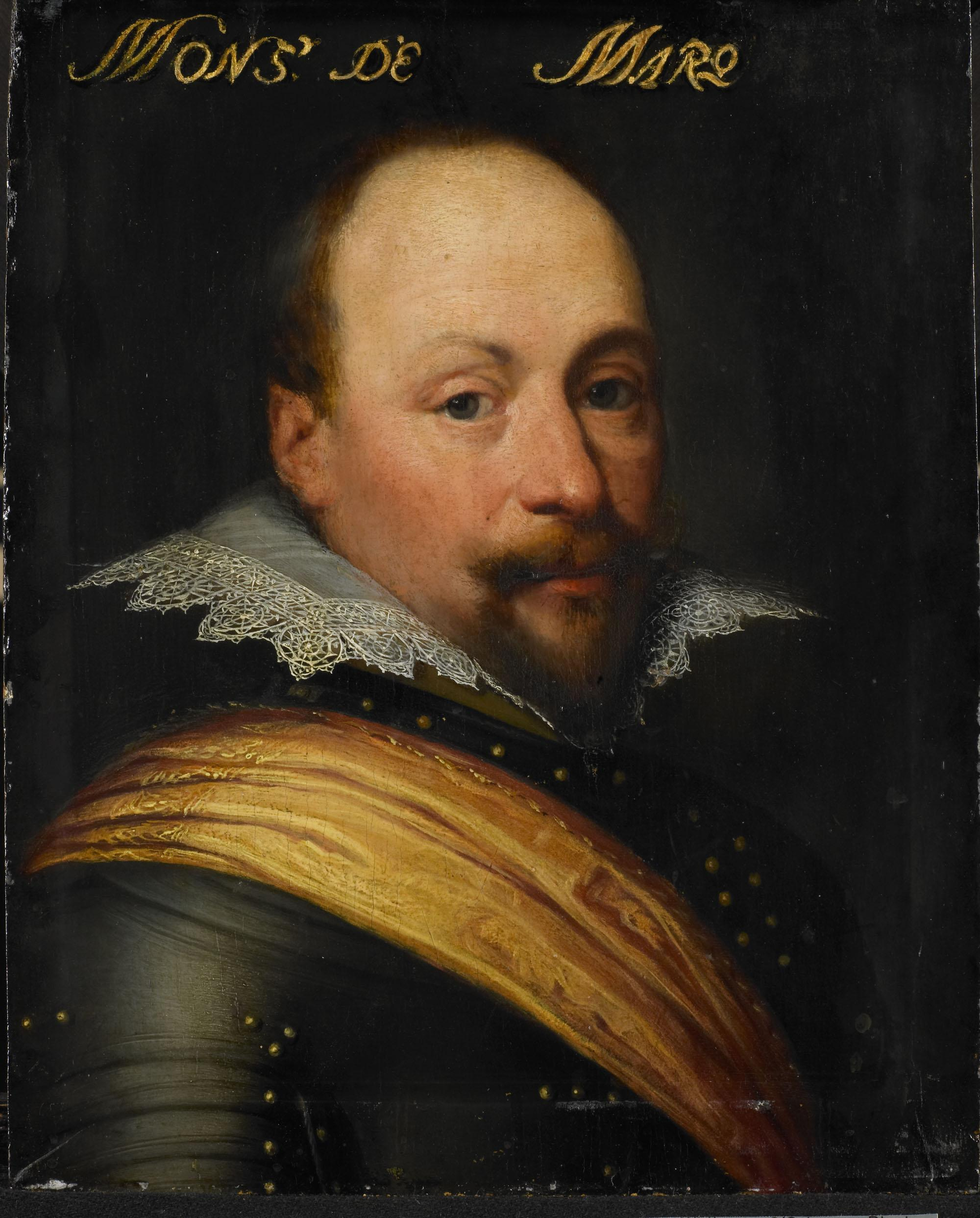
Le hennuyer, Daniel de Hertaing, commandait les 'Nouveaux Gueux' pendant la Bataille de Nieuport.

Le régiment s'illustra notamment lors de la bataille de Nieuport, sous le commandement de Daniel de Hertaing, Seigneur de Marquette. Pour provoquer les Espagnols, les soldats wallons conservèrent leur ancienne écharpe rouge, en la positionnant à l'envers, c'est-à-dire sur l'épaule gauche, ce qui sera leur signe distinctif jusqu'en 1795. Bien que le régiment dispose d'un nom et d'un numéro, il était généralement désigné par le nom de son commandant (colonel). Ce régiment d'élite a fourni des soldats à la fois pour l'infanterie et le Corps des Marines. Durant la deuxième guerre anglo-néerlandaise, en 1665, le 1er Régiment de Marine des Provinces-Unies, ancêtre direct du Corps des Marines des Pays-Bas, est créé à partir de soldats du régiment wallon. En 1702, durant la guerre de succession d'Espagne, les Etats-Généraux décident de créer trois régiments liégeois (Luikerwalen) : le Régiment de cavalerie des Dragons du Baron de Walef, les Régiments d'infanterie des Barons de Trogne et de Caris et le Régiment d'infanterie du colonel Jamart. En 1747, pendant la guerre de succession d'Autriche, le premier régiment wallon passe sous le commandement du colonel Lillers qui commandait également le régiment wallon de Cornabé, appelé « Dragons Wallons », et le régiment wallon de Lillers, dénommé plus tard « Bataillon des Gardes Wallons ». Le premier régiment était connu sous le nom de "Vieux Wallons" (Oud Walen) pour souligner son ancienneté. En 1762, les trois régiments wallons furent fusionnés en un régiment composé de trois bataillons. Au XVIIe siècle, le recrutement dut s'opérer principalement dans la principauté de Liège. À partir du XVIIIe siècle, le recrutement put se faire dans les garnisons de la Barrière, notamment Namur et Tournai. Le Régiment Wallon subsista jusqu'à la création de la République batave, en 1795.
Régiment wallon Marquette (IR 600a) 
 
Levé en 1600
 
→ 1752 : 2° Bataillon Lillers

→ 1762 : 1er bataillon "Vieux Wallons"

Régiment liégeois Trouillet
 
Levé en 1632

Régiment liégeois de cavalerie des Dragons du Baron de Walef

Levé en 1702

Régiments liégeois d'infanterie des Barons de Trogne et de Caris

Levé en 1702

Régiment liégeois d'infanterie du colonel Jamart

Levé en 1702

Régiment des Dragons wallons de Cornabé

Levé en 1747

→ Régiment wallons de Cornabé

→ 1762 : 2° Bataillon Smissaert

Régiment wallon de Lillers (747f) 

Levé en 1747
 
→ 1762 : 3° Bataillon Smissaert

→ 1793 : Bataillon des Gardes Wallons de Perez

## Régiments wallons au service du Royaume de France

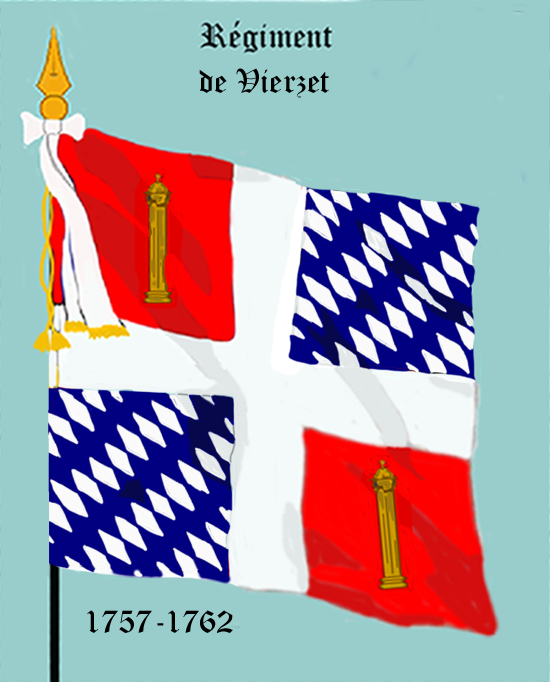
Rgt de Vierzet

Depuis le Moyen Âge, les souverains français ont appelé à leur service des mercenaires originaires de diverses nations voisines pour former des unités qui étaient souvent parmi les meilleures de leurs armées. Sous l'Ancien Régime, les armées du Royaume de France comptèrent ainsi régulièrement dans leurs rangs de nombreuses troupes recrutées à l'étranger. Les régiments étrangers français royaux en provenance de Wallonie apportent une contribution significative à l'effort militaire français. Lorsque Louis XIV monte sur le trône de France, le 15 mai 1643, « il y avait sur pied 166 régiments d'infanterie, dont 141 français et 25 étrangers » - ces régiments étant : « 7 régiments suisses, ayant ensemble 83 compagnies à 200 hommes (16600); 4 régiments irlandais, ayant ensemble 50 compagnies à 100 hommes (5000); 4 régiments écossais, ayant ensemble 62 compagnies de 100 hommes (6200); 8 régiments allemands, ayant ensemble 107 compagnies de 100 hommes (10700); 1 régiment liégeois, ayant 20 compagnies de 100 hommes (2000); 1 régiment italien, ayant 10 compagnies de 50 hommes (500) ». En 1690, on compte 32 régiments étrangers au service de la France sur 155. Vers 1650, après de multiples escarmouches avec les autochtones, les Français de l'île de la Grenade font venir une centaine de mercenaires wallons du Brésil néerlandais. En 1704, le régiment wallon de Robecque (2 bataillons, 1 000 h.) sert dans les rangs français lors de la décisive bataille de Blenheim. Le régiment de Tournaisis est un régiment du Royaume de France créé en 1684. Le régiment de Bouillon est un régiment d’infanterie du Royaume de France créé en 1757. Il recruta dans le duché et dans les cantons voisins des Ardennes.
Régiment de Solre
 
Levé en 1698
 
→ 1711: Régiment de Beaufort
 
→ 1721: Régiment de Bouffler
 
→ 1727: Régiment de La Valliére
 
→ 1741: Régiment de Guise
 
→ 1747: Régiment d’Escars
  
→ 1749: fusionné avec le Régiment de Tournaisis (régiment français) 

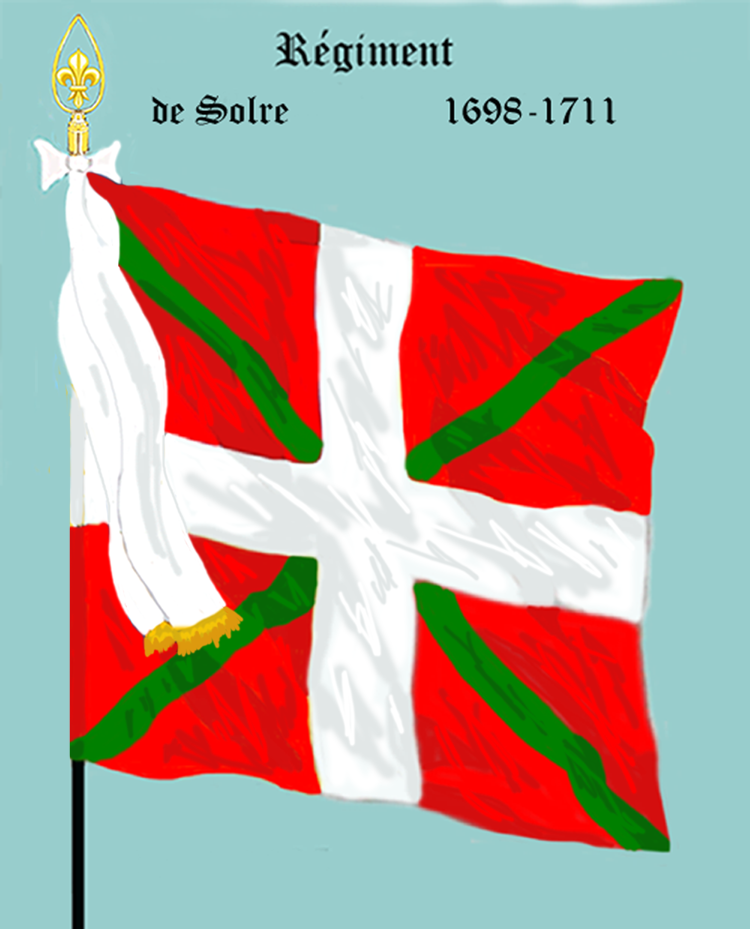
Rég Solre till Rég La Valliére
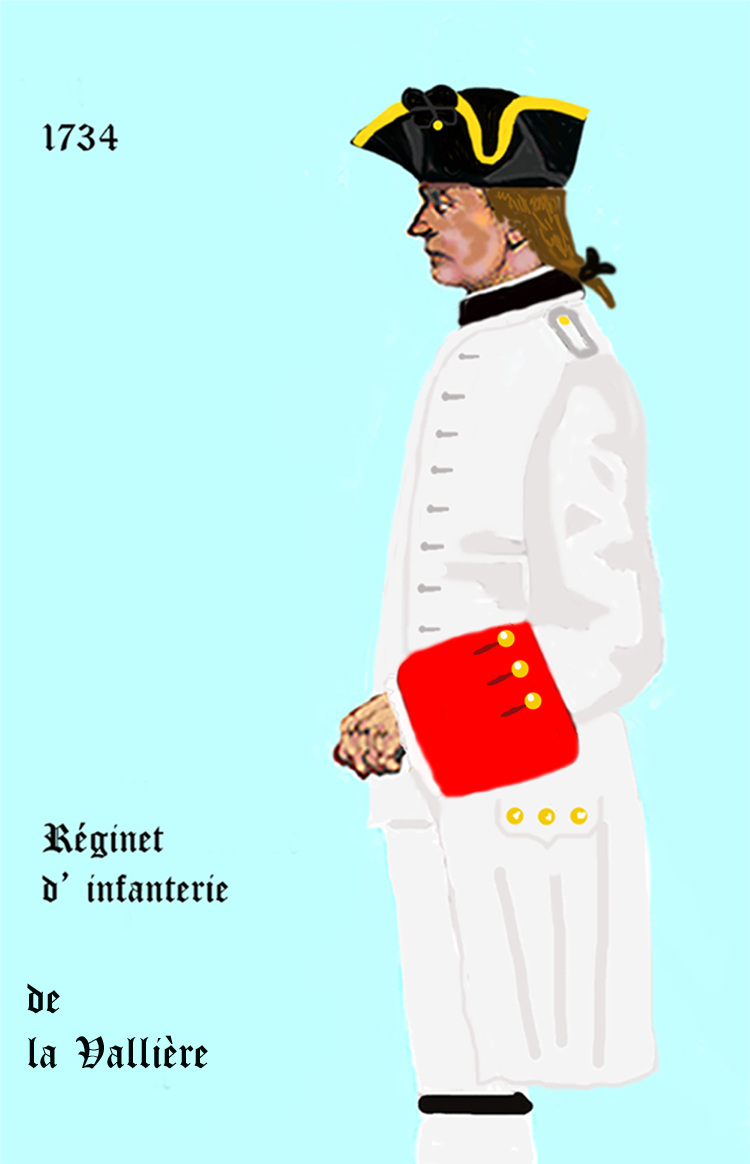
La Valliére
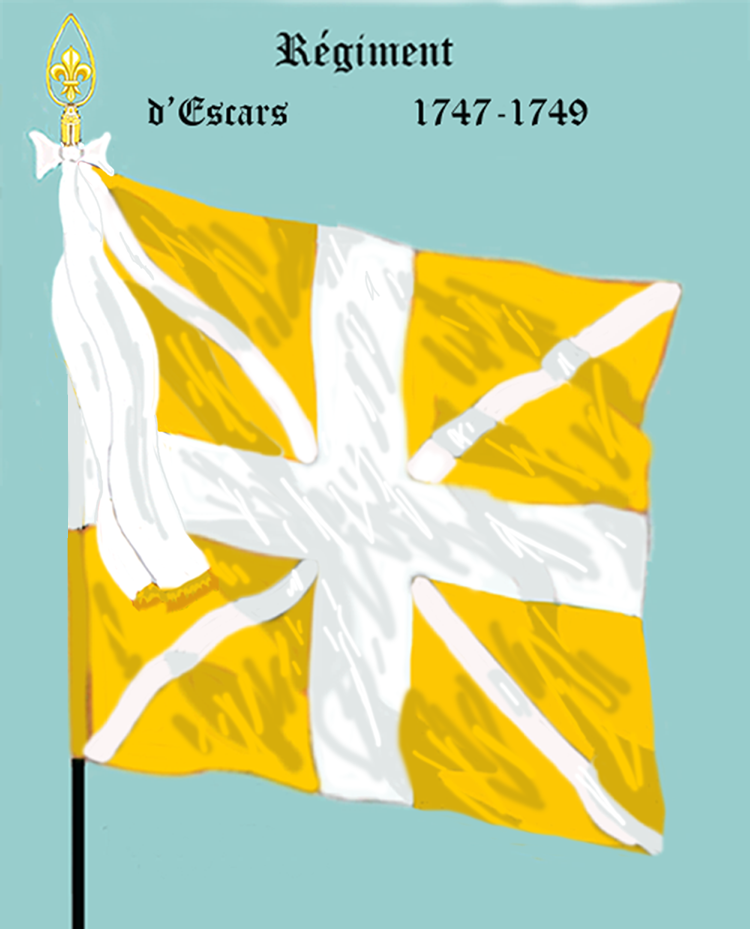
Rég Guise and Rég Escars

Régiment de Boufflers-Wallon
 
Levé en 1744:  dissous 1748)

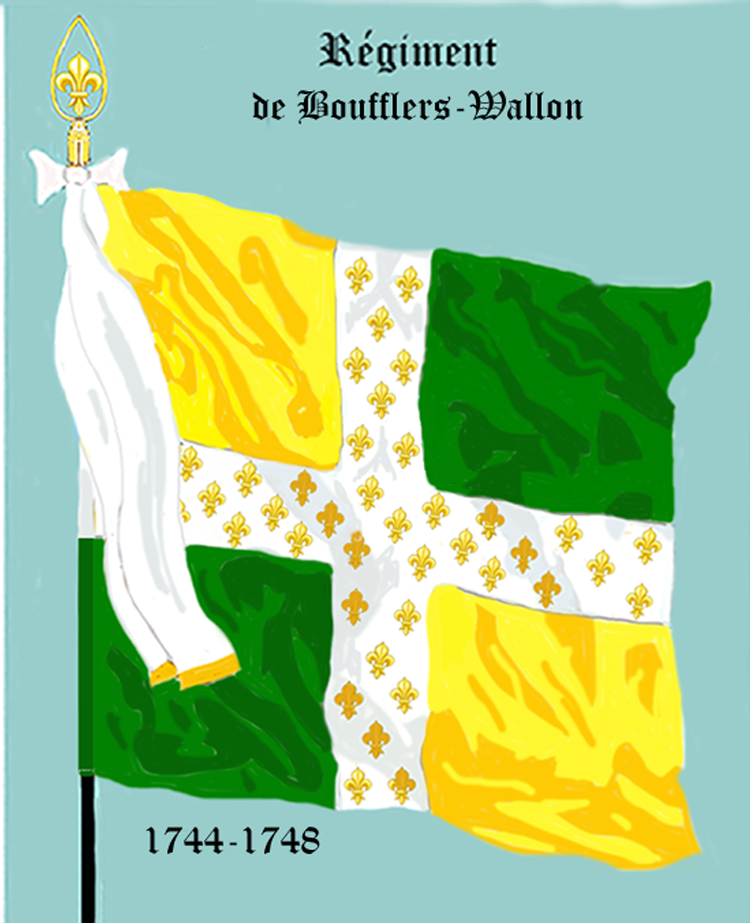
Boufflers-Wallon
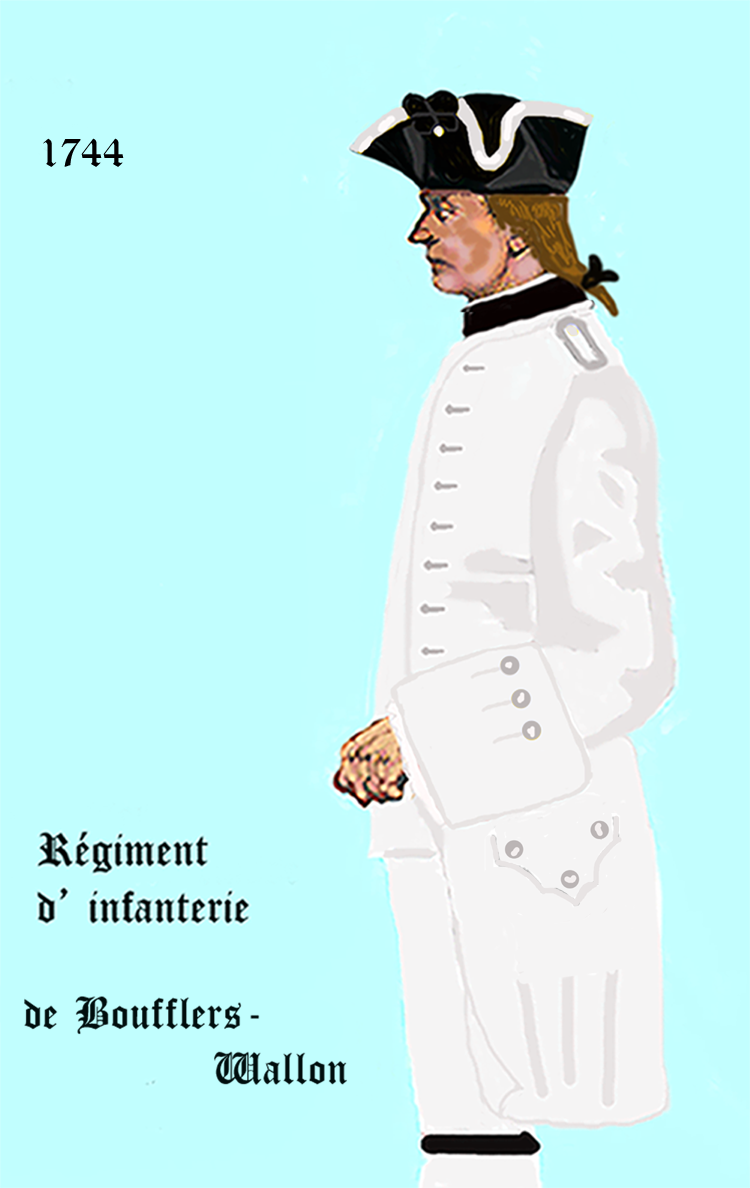
Boufflers-Wallon 1744
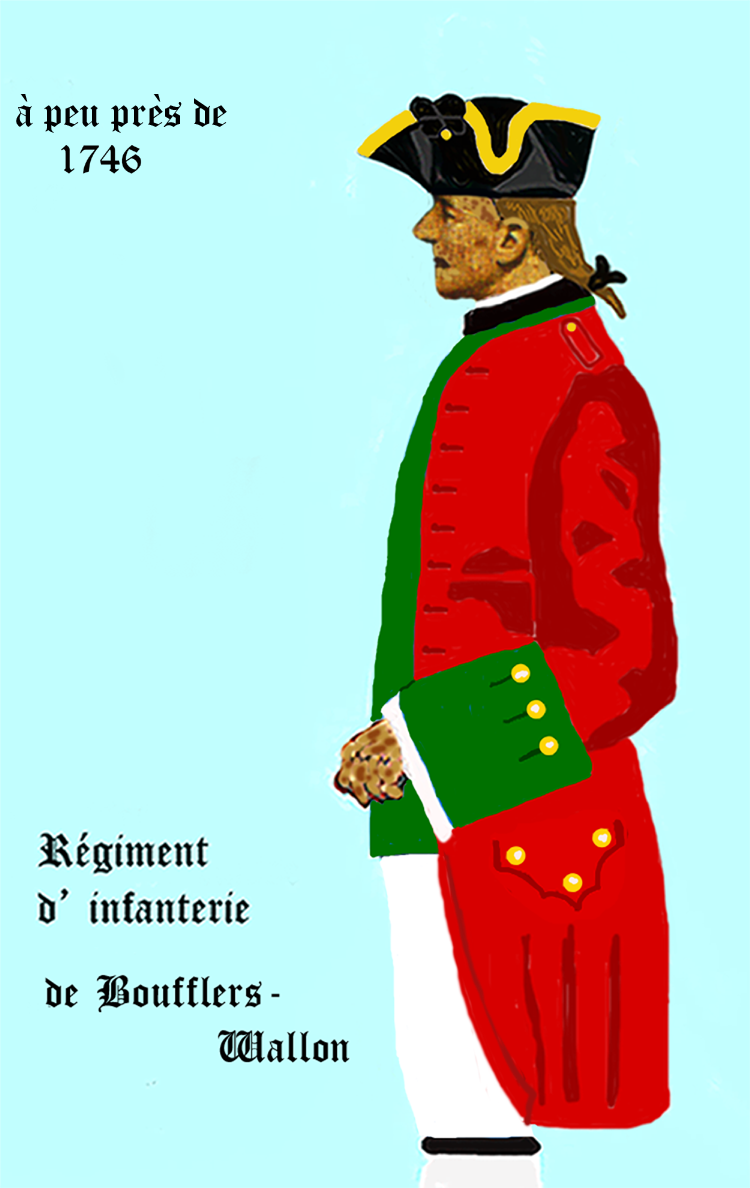
Boufflers Wallon 1746

Régiment d’Hoquerie (liégeois)
 
Levé en 1629
 
→ 1661  Rég de Grammont (Régiment français)

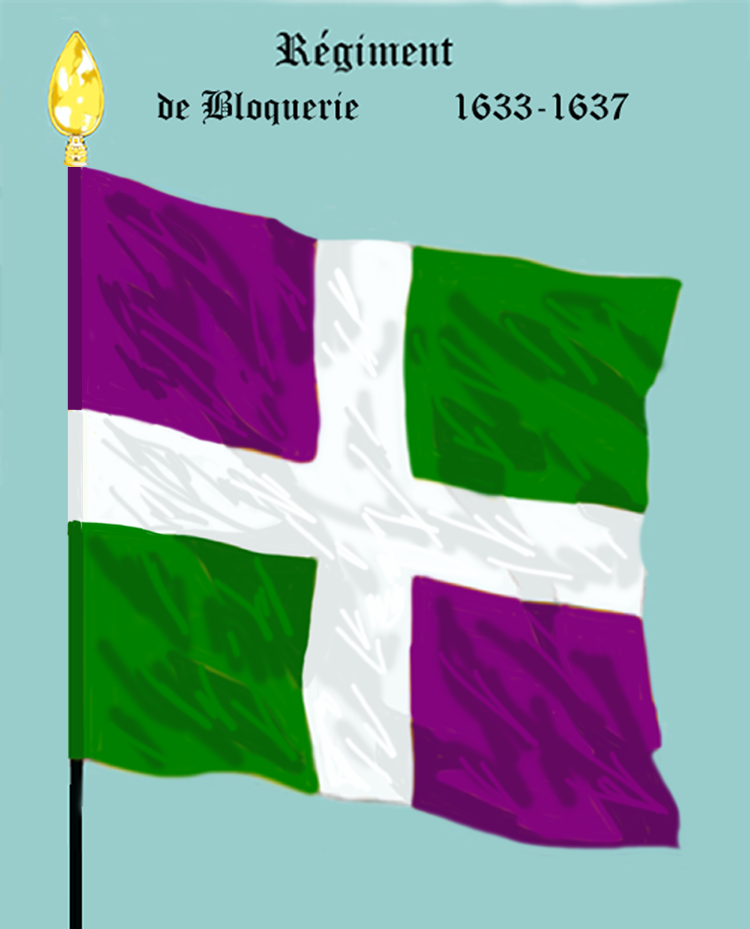
Régiment de Bloquerie (liégeois)

Régiment de Horion
 
Levé en 1757 – dissous : 1762

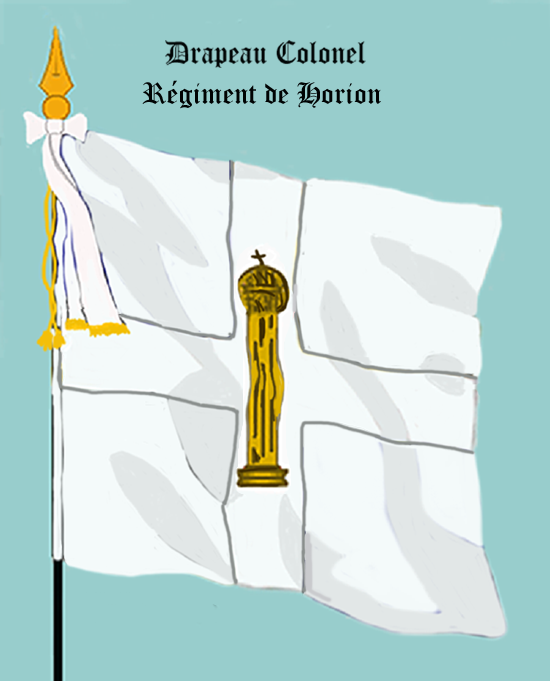
Colonel
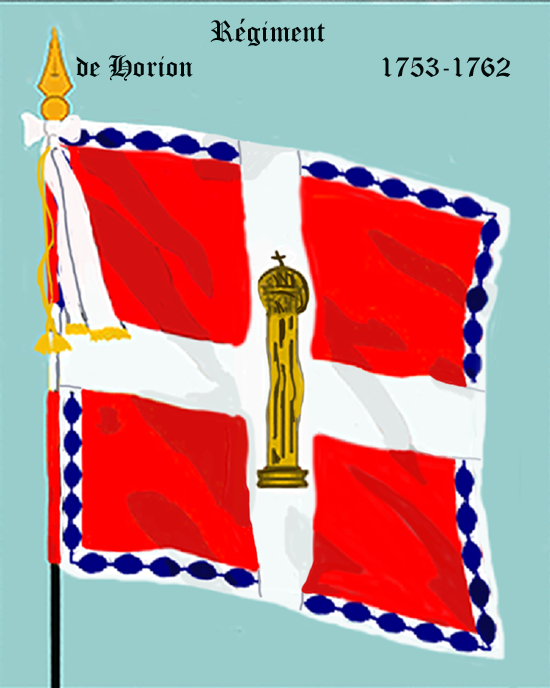
Rég de Horion

Régiment de Miromesnil
 
Levé en 1664 – dissous : 1714

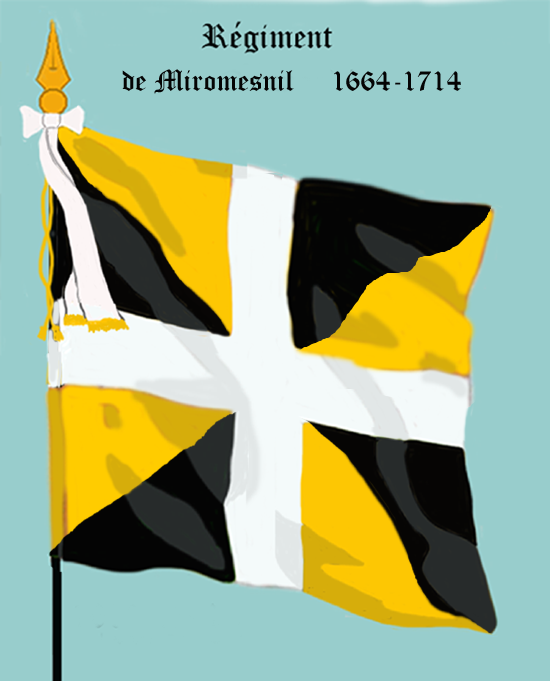
Rég de Miromesnil

Régiment de Royal Liégeois
 
Levé en 1787
 
→ 1791 101ème régiment d’infanterie de ligne

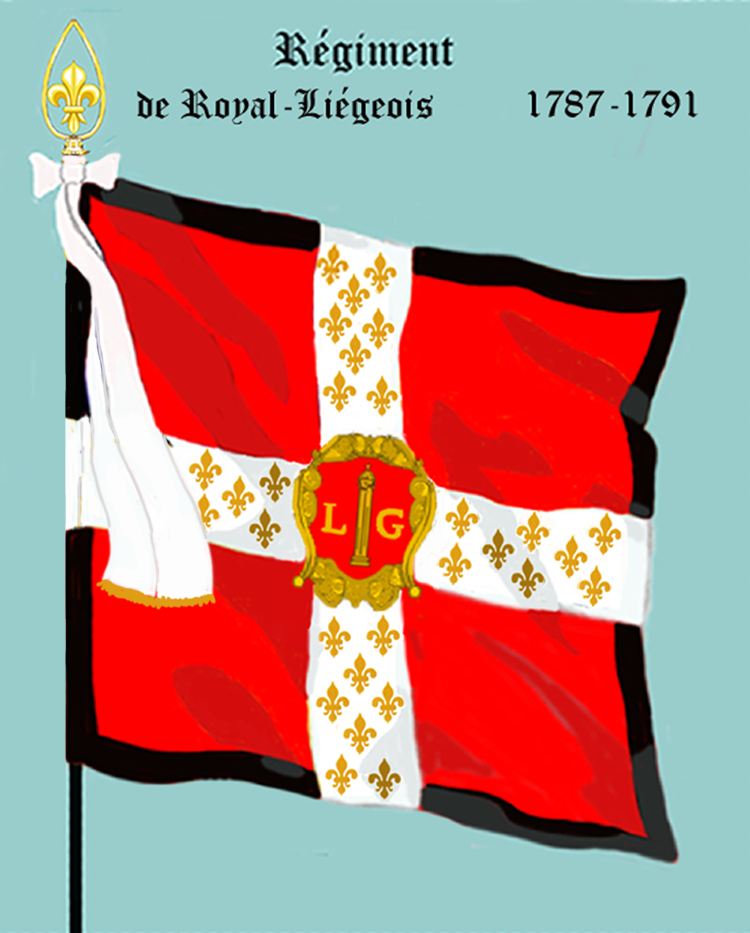
Rgt Royal Liégeois

Régiment de Vierzet (liégeois)
 
Levé en 1757 – dissous : 1762
- Rgt de Vierzet

Régiment de Royal-Wallon
 
Levé en 1734  - dissous  1748

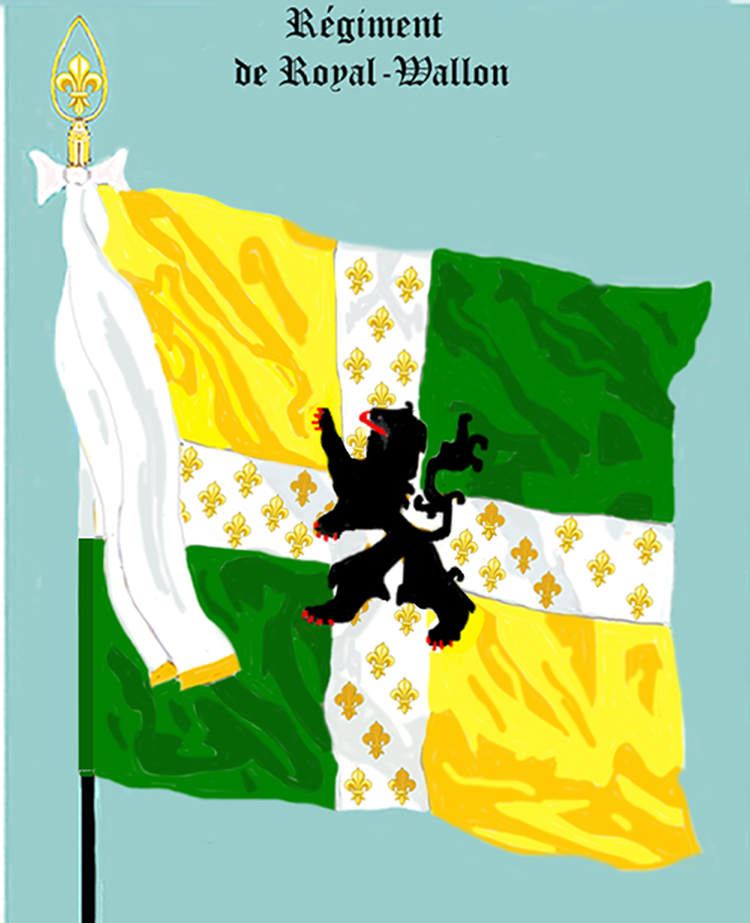
Royal Wallon
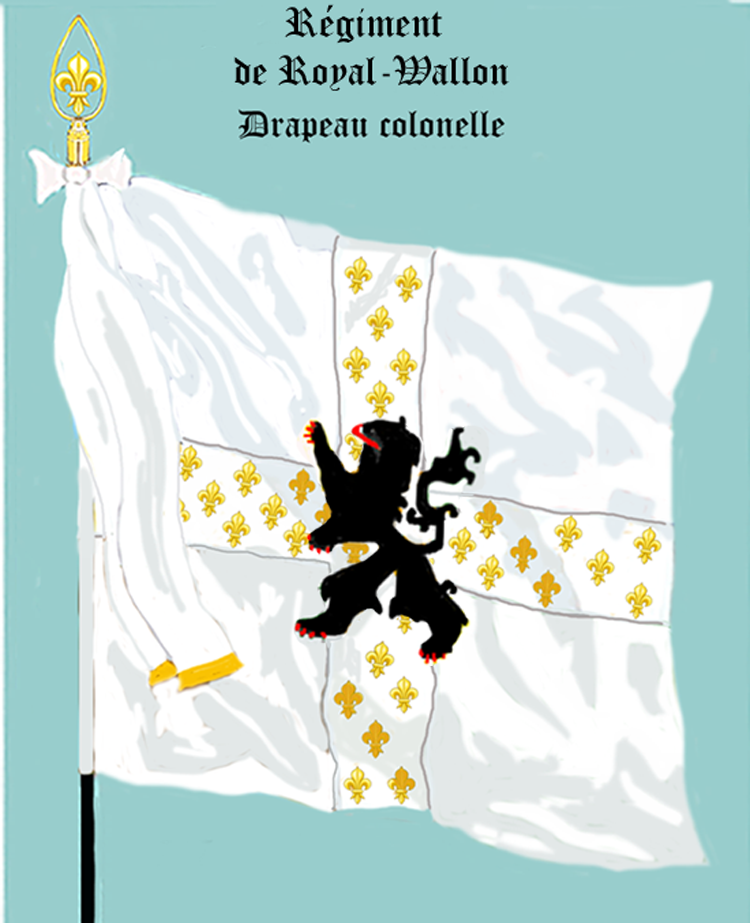
Colonel
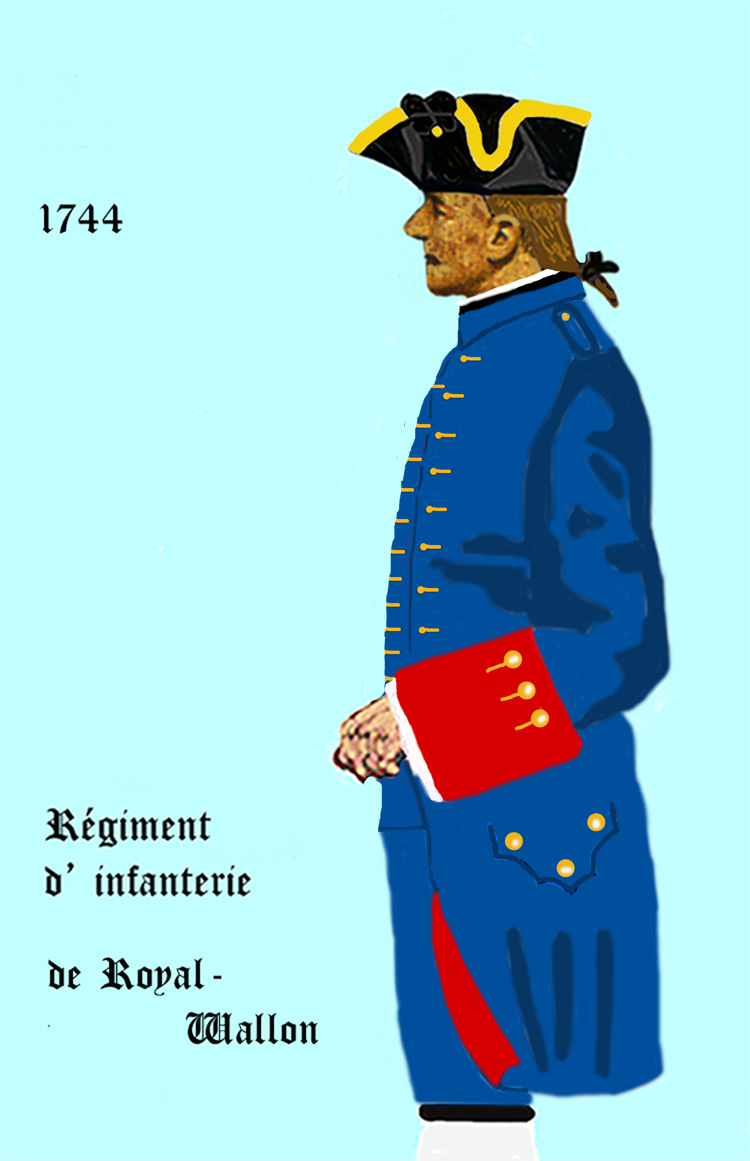
Royal Wallon 1744 - 1748

## Personnalités

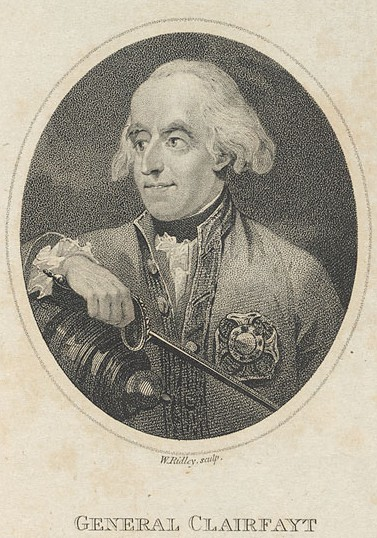
Le maréchal Clerfayt

- Ambroise-Joseph de Herzelles (1680-1759), engagé dans les gardes wallonnes de Philippe V ;
- Albert de Ligne, Prince of Barbançon : Général en chef des bandes d'ordonnance.
- Jean-Bonnaventure Thierry du Mont, comte de Gages (1682-1753) : Commandant en chef des armées espagnoles pendant les campagnes d'Italie (1742-1746) ;
- Constantinus Jacobus Augustinus de Caigny (1712-1776), lieutenant des grenadiers en 1755; capitaine des fusiliers en 1760;
- Charles-Albert de Billehé, (1763-1794) : propriétaire du régiment Vierset au service de l'Autriche ;
- Jean-Marie de Potesta de Waleffe, (1773-1851), entré aux Gardes wallonnes en 1790;
- Jean-Pierre de Beaulieu, (1794-) : général wallon au service de la monarchie des Habsbourg ;
- Charles-Eugène de la Puente (1755-1835) était en 1777 enseigne au régiment de Vierset[11];
- Philippe-Godefroid van der Vekene (?-1739), Capitaine de Grenadiers au régiment des Gardes wallonnes[12];
- François Sébastien de Croix de Clerfayt : feld-maréchal du Saint-Empire ;
- Jean Charles Joseph, Comte de Mérode, Marquis de Deynze, Colonel du régiment de Los Rios.
- Nicolas Antoine d'Arberg de Valengin
- Maximilien Antoine de Baillet de Latour

## Référence
1. ↑  Notitia Dignitatum Occidentis, XI, ed. A. W. Byvanck, op. cit., p. 569.
2. ↑  Notitia Dignitatum Occidentis, XXVIII, ed. A. W. Byvanck, op. cit., p. 571.
3. ↑  A.-G.-B. Schayes La Belgique et les Pays-Bas, avant et pendant la domination romaine, Emm. Devroye, Bruxelles, 1858, t. II, p. 284
4. ↑  les éditions namuroises, Namur 2012, pp. 80 et suiv. : « Les régiments wallons »  (ISBN 978-2-87551-035-8).
5. ↑  1842, p. 430 : cité par le Centre National de Ressources Textuelles et Lexicales, entrée : Wallon -onne.
6. ↑  L. & F. Funcken, « Guerre en dentelle » , T. 2 p. 126 in Bibliographie.
7. ↑  (es) « […] Porque la securidad de España enteramente pende de esto, y assí lo assentamos todos, que con estos Vallones no pensará el enemigo mas en inquientarnos de esta parte […] » Gaspar de Guzmán, comte d'Olivares, Lettres écrites au Cardinal-Infant don Fernando, frère de Philippe IV, gouverneur et capitaine général des Pays-Bas, par le Comte-Duc d'Olivarès, du 13 octobre 1635 au 23 mars 1641, In-Folio, pap., rel. en parch., 133 feuill., écrit. du temps, fo  98 ; cité dans Compte-rendu des séances de la Commission royale d'histoire, ou, Recueil de ses mémoires, Troisième Série, Éd. Hayez, Bruxelles, 1863, [lire en ligne], t. 6, p. 201.
8. ↑  Bossuet, Oraison funèbre de Louis de Bourbon, 1687 [lire en ligne], in Oraisons funèbres, Panégyriques, Éd. de la Pléiade, p. 217 ; cité par Albert Henry, op. cit., p. 46-47.
9. ↑  J.-L. VIAL, "Liste ou établissemens de tous les Corps qui composent les 20.000 hommes dont la Reine de Grande Bretagne et les États Généraux sont convenus d'augmenter leurs troupes en 1703".
10. ↑  Belhomme - T2 p. 5
11. ↑  Charles De Vos, Limal, ses seigneurs et seigneuries, tome IV, Wavriensia, tome XV, 1966
12. ↑  Baron de Ryckman de Betz, Généalogie de la Famille van der Vekene., Louvain, Imprimerie Saint-Alphonse, 1937, pages 81.82